# Noticias del Imperio
Noticias del Imperio es una novela histórica del escritor mexicano Fernando del Paso, publicada en 1987, que trata sobre la Segunda Intervención Francesa en México y el Segundo Imperio Mexicano, con el emperador Maximiliano I de México y su esposa la emperatriz Carlota de México. Un jurado de escritores convocados por la revista Nexos en el 2007 eligió a Noticias del Imperio como la mejor novela mexicana de los últimos 30 años.

## Contexto
La novela fue escrita con el estipendio de la Beca Guggenheim. El autor trabajó en ella por diez años, al final de la escritura de su segunda novela, Palinuro de México. Dos años de esos diez los invirtió en una amplia investigación histórica. Según Del Paso eligió darle fuerza al relato de Carlota en primera persona debido a que consideró que era una mujer fuerte y tomaba decisiones. Del Paso leyó dos obras existentes sobre la temática que consideró insuficientes, Juárez y Maximiliano, de Franz Werfel y Corona de sombra de Rodolfo Usigli.

Maximiliano era un escapista, cuando podía se iba a Cuernavaca a cazar mariposas y lagartijas o iba con su amante que dicen tenía ahí, Concepción Sedano. Carlota se quedaba gobernando y cuando ella estaba como regente las cosas se hacían, las legislaciones se aprobaban
Fernando del Paso.

Fue publicada por primera vez en 1987 por la Editorial Diana en su colección «Diana Literaria».

## Argumento

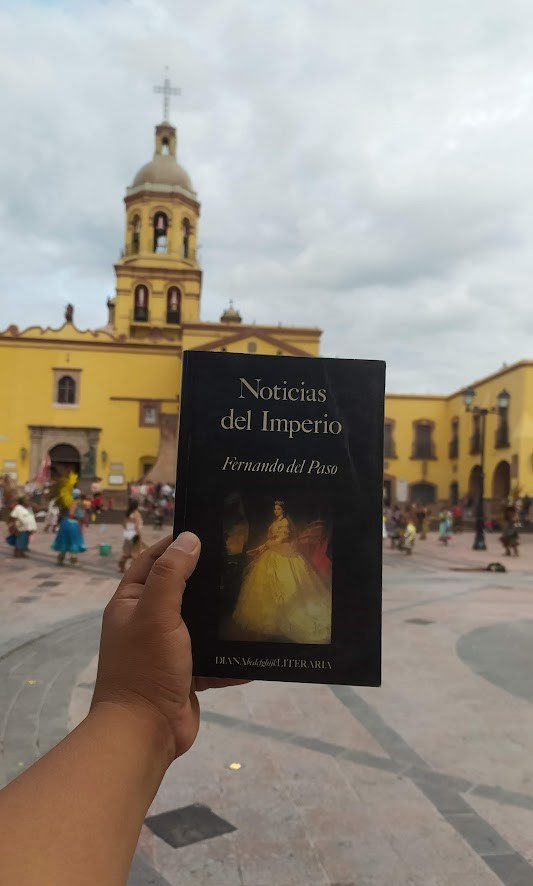
Ejemplar de la novela con el convento de la cruz al fondo

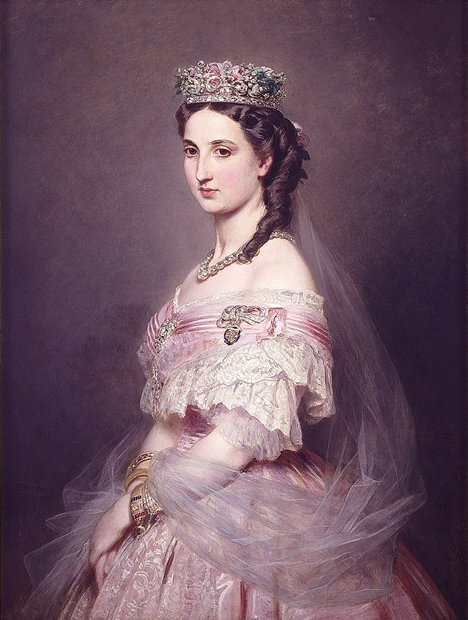
Retrato de la Emperatriz Carlota de Franz Xaver Winterhalter, retrato usado usualmente en las portadas del libro, en diversas ediciones.

La novela está escrita en dos secuencias, la primera es un monólogo de la Emperatriz Carlota –que se encuentra encerrada en el Castillo de Bouchout en Bélgica, sesenta años después de la muerte de Maximiliano, fusilado en el Cerro de las Campanas, Querétaro, el 19 de junio de 1867, pues cayó en la locura tras su muerte–. En este monólogo Carlota explica la historia de su amor por Maximiliano, además de los momentos del Segundo Imperio Mexicano y de la realeza europea.
Paralelamente, del Paso recurre a diversos géneros y técnicas para dar voz a las diferentes partes participantes del conflicto, entre ellos epístolas entre miembros de la realeza, crónicas históricas, que tienen como escenarios el Castillo de Miramar, México, Francia, Alemania, Viena entre otros lugares, y personajes como Charles Ferdinand Latrille, François Achille Bazaine, Élie-Frédéric Forey, Miguel Miramón, Tomás Mejía, Benito Juárez, Porfirio Díaz, Mariano Escobedo, Gaspar Sánchez Ochoa, Francisco José, Napoleón III, entre otros participantes históricos del conflicto. 
Ambas secuencias se van turnando, cambiando el nombre del capítulo de la secuencia narrativa mientras que todos los monólogos de Carlota siempre van nombrados como Castillo de Bouchout 1927.

## Recepción
Con mayor énfasis en el extranjero, la novela tuvo una buena recepción que generó un éxito «casi instantáneo». En diez años la obra tuvo que ser reimpresa en veinte ocasiones, y en 2012 fue publicada dentro de la colección "Letras Mexicanas» por el Fondo de Cultura Económica. Fue publicada en España y Argentina y traducida al francés, italiano y alemán. Seymour Menton la elogió en su obra La nueva novela histórica de América Latina, 1979-1992 llamándola «la canonización instantánea de una sinfonía bajtiniana».

## Premios
- 1987 - Premio Mazatlán de Literatura